# الخلاط+
الخلّاط+ هو فيلم كوميدي سعودي من إنتاج نتفليكس كأول عمل سعودي من إنتاجها. عُرض الفيلم في 19 يناير 2023 على منصة نتفلكس. الفيلم من إخراج المخرج فهد العماري.

## القصة
تستعرض هذه الحكايات الأربع مفهوم التحايل والخداع، بدايةً مع سارقي إطارات سيارات الذين يقتحمون حفل زفاف، مروراً بقصة رجل يحاول جاهدًا أن يدفن سرّ صديق فارق الحياة، وموظفة في أحد المطاعم الفاخرة تحاول إنقاذ زواج والديها، ورجل يكتشف وجود ابنه المراهق في نادٍ ليلي.
الفيلم مستوحى من سلسلة «خلاط» التي أنتجتها شركة «تلفاز 11» على اليوتيوب، وحققت مشاهدات كبيرة، حيث تجاوزت 1.5 مليار مشاهدة.

## كادر التمثيل
- محمد الدوخي
- إبراهيم الخير الله
- عبدالعزيز الشهري
- إبراهيم الحجاج
- صهيب قُدس
- فهد البتيري
- زياد العمري
- إسماعيل الحسن
- منصور آش
- نايف المحيا
- خالد عبد العزيز
- وضاح سوار
- عبدالله القفاري
- إيلاف نجيب
- فوز العبد الله

## الكتّاب
- محمد القرعاوي
- فهد العماري
- إبراهيم الخير الله
- وائل السعيد
- مشاري الشلالي

## وصلات خارجية
- الخلاط+ على موقع IMDb (الإنجليزية)
- الخلاط+ على موقع روتن توميتوز (الإنجليزية)
- الخلاط+ على موقع نتفليكس (الإنجليزية)
- الخلاط+ على موقع قاعدة بيانات الأفلام العربية
- الخلاط+ على موقع ألو سيني (الفرنسية)
- الخلاط+ على موقع أول موفي (الإنجليزية)
- الخلاط+ على موقع فيلمافينيتي (الإسبانية)
- الخلاط+ على موقع قاعدة بيانات الفيلم (الإنجليزية)
- الخلاط+ على موقع ليتربوكسد (الإنجليزية)